# Fraui
Fraui (richtiger Name Fabian Frauenfelder) ist ein Schweizer Mundartmusiker aus Zürich.

## Biografie
Fabian Frauenfelder spielt Klavier, Gitarre und Schlagzeug. Er war Schlagzeuger, bevor er selbst zum Mundartmusiker wurde und begann, an einem eigenen Album zu arbeiten. Noch vor Fertigstellung des Albums wurde er beauftragt, einen musikalischen Beitrag zum Projekt Round the World for Children beizustellen. Für das Benefizprojekt zugunsten des Kinderhilfswerks UNICEF, bei dem es um eine Weltumrundung per Flugzeug ging, erstellte Fraui das Lied Zäme um d'Wält (Zusammen um die Welt). Das Lied wurde im am 11. Mai 2012 veröffentlicht und erreichte in der Schweizer Hitparade Platz acht.
Vor Veröffentlichung seines Debütalbums Danke, das im Frühjahr 2014 erschien, wurde Ende November 2013 vorab die Single Irgendwo da dussä veröffentlicht, die kurz darauf in die Charts einstieg.

## Diskografie
Alben
- Danke (2014)

Lieder
- Zäme um d’Wält (2012)
- Irgendwo da dussä (2013)